# Castro de Laundos
El Castro de Laundos es un poblado castreño del siglo II a. C., situado en un monte con 200 metros de altitud, en la freguesia de Laundos, Póvoa de Varzim, Portugal. Casi nada se sabe sobre la estructura del poblado.
A pesar de ser el monte más alto de la región y tener una vista panorámica sobre toda ella, los suelos pobres y el hecho de ser un monte pequeño no permitió el desarrollo de un poblado significativo, tal como la Cividade de Terroso, que surgió en el monte da Cividade.
En 1904, un albañil encontró una vasija con joyas dentro mientras construía un molino en la cumbre del Monte de São Félix, cerca de Castro de Laundos. Estas joyas fueron compradas por Rocha Peixoto, que las llevó al Museo de Oporto. Las joyas revelaron el uso de una tecnología evolucionada, muy semejante a la que se practicaba en el Mediterráneo, especialmente en lo tocante al uso de chapas y soldaduras, filigranas y granulados.